# Svarttjärnen, Dalarna
Svarttjärnen är en sjö i Leksands kommun och Mora kommun i Dalarna och ingår i Dalälvens huvudavrinningsområde. Sjön har en area på 0,104 kvadratkilometer och ligger 253,2 meter över havet.
Sjön ligger väster om Siljan och passeras av vandringsleden Siljansleden mellan Hjulbäcks-åsen och Åsen.

## Delavrinningsområde
Svarttjärnen ingår i delavrinningsområde (675033-144519) som SMHI kallar för Utloppet av Siljan. Medelhöjden är 181 meter över havet och ytan är 586,86 kvadratkilometer. Räknas de 1047 avrinningsområdena uppströms in blir den ackumulerade arean 11 955,03 kvadratkilometer. Avrinningsområdets utflöde Dalälven (Österdalälven) mynnar i havet. Avrinningsområdet består mestadels av skog (29 procent). Avrinningsområdet har 292,16 kvadratkilometer vattenytor vilket ger det en sjöprocent på 49,7 procent. Bebyggelsen i området täcker en yta av 33,17 kvadratkilometer eller 6 procent av avrinningsområdet.